# الانقلاب الكمبودي 1970

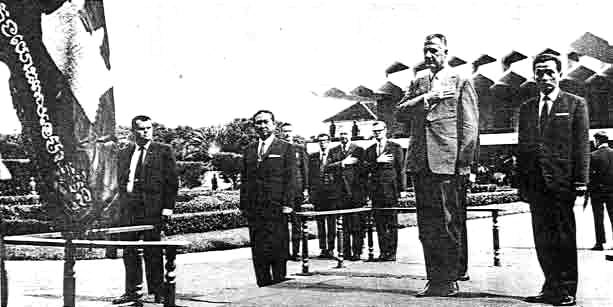
تأكيدًا على إعادة اصطفاف كمبوديا في أعقاب الانقلاب، زار نائب الرئيس الأمريكي سبيرو أغنيو (الثاني من اليمين) بنوم بنه في 28 أغسطس 1970 (حاضر أيضًا، رئيس الوزراء لون نول، الثاني من اليسار، والرئيس تشنغ هنغ، أقصى اليمين). بالترادف مع مستشار الأمن القومي هنري كيسنجر، حث أغنيو الرئيس نيكسون على غزو كمبوديا بعد شهر من الانقلاب في اجتماع عقد في 22 أبريل.

الانقلاب الكمبودي عام 1970 كان عبارة عن عزل حاكم الدولة الكمبودي، الأمير نورودوم سيهانوك، بعد تصويت في الجمعية الوطنية في 1970. 8 مارس 1970. تم تفعيل سلطات الطوارئ لاحقًا من قبل رئيس الوزراء لون نول، الذي أصبح رئيسًا فعليًا للدولة، وأدى في النهاية إلى إقالة الملكة سيسواث كوساماك وإعلان جمهورية الخمير في وقت لاحق من ذلك العام. يُنظر إليه عمومًا على أنه نقطة تحول في الحرب الأهلية الكمبودية. لم تعد كمبوديا نظامًا ملكيًا، وأطلق عليها اسم شبه رسمي "État du Cambodge" (دولة كمبوديا) في الفترة الفاصلة بعد ستة أشهر من الانقلاب، حتى إعلان الجمهورية.
كما كان بمثابة تغيير في مشاركة كمبوديا في حرب فيتنام، حيث أصدر لون نول إنذارًا نهائيًا للقوات الفيتنامية الشمالية لمغادرة كمبوديا او مواجهة عمل عسكري.

## تورط الولايات المتحدة الأمريكية( مزعوم)
هناك أدلة على أنه في عام 1969، اتصل لون نول بالمؤسسة العسكرية الأمريكية لقياس الدعم العسكري لأي إجراء ضد سيهانوك. يُعتقد أن المعين من قبل لون نول نائبًا لرئيس الوزراء، الأمير سيسواث سيريك ماتاك - وهو قومي صديق للولايات المتحدة وزعيم مجتمع الأعمال الكمبودي - اقترح اغتيال سيهانوك، على الرغم من رفض لون نول لهذه الخطة ووصفها بأنها "جنون إجرامي". 
سيهانوك نفسه يعتقد أن سيريك ماتاك (الذي وصفه بأنه منافس غيور يطالب بالعرش الكمبودي) مدعوم من الولايات المتحدة وكالة المخابرات المركزية (CIA)، وعلى اتصال مع خصم سيهانوك المنفي سون نجوك ثانه، اقترح خطة الانقلاب على لون نول. في عام 1969 